# NK Mura
Nogometni Klub Mura je nekdanji nogometni klub iz Murske Sobote. Klub je bil ustanovljen 16. avgusta 1924 kot eden prvih prekmurskih klubov.
Skozi zgodovino je klub veljal za enega od velikanov slovenskega nogometa in je imel eno izmed največjih navijaških baz v državi. Zlata leta kluba so bila v 90-ih, ko jim je uspelo osvojiti slovenski pokal, dvakrat pa so bili drugouvrščeni v prvenstvu. Klub je propadel leta 2004.

## Dosežki
Liga
- 1.SNL:

Drugouvrščeni (2): 1993/94, 1997/98
Pokal
- Pokal NZS:

Zmagovalci (1): 1994/95
Drugouvrščeni (1): 1993/94
- Superpokal:

Drugouvrščeni (1) 1995